# هیزل کورت
هِیزل کورت (انگلیسی: Hazel Court; ۱۰ فوریهٔ ۱۹۲۶ – ۱۵ آوریل ۲۰۰۸) هنرپیشه اهل انگلستان بود. وی بین سال‌های ۱۹۴۴ تا ۱۹۸۱ میلادی فعالیت می‌کرد. از فیلم‌هایی که وی در آن نقش داشته است، می‌توان به طالع نحس ۳: درگیری نهایی و نفرین فرانکشتاین اشاره کرد.